# Championnats du monde de BMX 2017
Navigation
Édition précédente Édition suivante
Les championnats du monde de BMX 2017, vingt-deuxième édition des championnats du monde de BMX organisés par l'Union cycliste internationale, ont lieu du 25 au 29 juillet 2017 à Rock Hill, en Caroline du Sud, aux États-Unis.

## Podiums
| Épreuves            | Or                           | Argent                            | Bronze                    |
| ------------------- | ---------------------------- | --------------------------------- | ------------------------- |
| Épreuves masculines |                              |                                   |                           |
| Course élites       | Corben Sharrah États-Unis    | Sylvain André France              | Joris Daudet France       |
| Course juniors      | Cédric Butti Suisse          | Kevin van de Groenendaal Pays-Bas | Mikus Strazdiņš Lettonie  |
| Épreuves féminines  |                              |                                   |                           |
| Course élites       | Alise Post États-Unis        | Caroline Buchanan Australie       | Mariana Pajón Colombie    |
| Course juniors      | Bethany Shriever Royaume-Uni | Saya Sakakibara Australie         | Vineta Pētersone Lettonie |

## Tableau des médailles
| Rang  | Nation          | Or | Argent | Bronze | Total |
| ----- | --------------- | -- | ------ | ------ | ----- |
| 1     | États-Unis      | 2  | 0      | 0      | 2     |
| 2     | Grande-Bretagne | 1  | 0      | 0      | 1     |
| 2     | Suisse          | 1  | 0      | 0      | 1     |
| 4     | Australie       | 0  | 2      | 0      | 2     |
| 5     | France          | 0  | 1      | 1      | 2     |
| 6     | Pays-Bas        | 0  | 1      | 0      | 1     |
| 7     | Lettonie        | 0  | 0      | 2      | 2     |
| 8     | Colombie        | 0  | 0      | 1      | 1     |
| Total | Total           | 4  | 4      | 4      | 12    |